# Miss France 2026
Miss France 2026 est la 96e élection de Miss France. Elle aura lieu en décembre 2025.
L'élection, retransmise à partir de 21 h 10 sur TF1, est présentée par Jean-Pierre Foucault (pour la 31e année consécutive). Il est accompagné de Thierry Baumann pour le rappel des consignes de vote pour la 15e année consécutive.
Cette 96e élection sera la première édition sans directrice du concours national Miss France après le départ de Cindy Fabre, le 21 janvier 2025, et la troisième depuis le décès le 1er août 2023 de Geneviève de Fontenay, présidente du comité Miss France de 1981 à 2010.

## Préparation

### Lieu
L'élection aura lieu en métropole en raison des difficultés liées à l'organisation du concours en Martinique, la région d'origine de Miss France 2025, Angélique Angarni-Filopon. Le 11 mars 2025, le quotidien Le Populaire du Centre rapporte qu'une dizaine de villes ont candidaté pour accueillir l'évènement, parmi lesquelles Limoges, Dijon ou encore Nice,.

## Candidates
Dans le tableau ci-dessous sont indiqués les âges au moment des élections régionales.
| Région                   | Nom                     | Âge    | Taille | Résidence       | Élue le                                    | Classement final | Réf. |
| ------------------------ | ----------------------- | ------ | ------ | --------------- | ------------------------------------------ | ---------------- | ---- |
| Miss Alsace              | Julie Decroix           | 20 ans | 1,75 m | Blotzheim       | 26 juin 2025 à Kirrwiller                  |                  | ,    |
| Miss Aquitaine           |                         |        |        |                 | 5 octobre 2025 au Futuroscope              |                  |      |
| Miss Auvergne            | Alice De Lima Guimaraes | 19 ans | 1,72 m | Vichy           | 5 juillet 2025 à Vichy                     |                  | ,    |
| Miss Bourgogne           |                         |        |        |                 | 21 septembre 2025 à Chalon-sur-Saône       |                  |      |
| Miss Bretagne            |                         |        |        |                 | 26 septembre 2025 à Ploemeur               |                  |      |
| Miss Centre-Val-de-Loire | Anna Valero             | 19 ans | 1,74 m | Tours           | 6 juillet 2025 à Dreux                     |                  | ,    |
| Miss Champagne-Ardenne   |                         |        |        |                 | 12 octobre 2025 à Reims                    |                  |      |
| Miss Corse               | Manon Mateus            | 23 ans | 1,71 m | Sartène         | 24 juillet 2025 à Porticcio                |                  | ,    |
| Miss Côte d'Azur         | Luna Maiolino           | 19 ans | 1,75 m | Cannes          | 27 juillet 2025 à Fréjus                   |                  | ,    |
| Miss Franche-Comté       |                         |        |        |                 | 14 septembre 2025 à Port-sur-Saône         |                  |      |
| Miss Guadeloupe          | Naomi Torrent           | 30 ans | 1,77 m | Basse-Terre     | 19 juillet 2025 au Gosier                  |                  | ,    |
| Miss Guyane              | Alicia Mertosetiko      | 20 ans | 1,73 m | Rémire-Montjoly | 12 juillet 2025 à Matoury                  |                  | ,    |
| Miss Île-de-France       |                         |        |        |                 | 20 septembre 2025 à Dammarie-les-Lys       |                  |      |
| Miss Languedoc           | Lou Lambert             | 19 ans | 1,72 m | Carnon          | 30 juillet 2025 à Alès                     |                  | ,    |
| Miss Limousin            |                         |        |        |                 | 4 octobre 2025 à Aubusson                  |                  |      |
| Miss Lorraine            |                         |        |        |                 | 11 octobre 2025 à Amnéville                |                  |      |
| Miss Martinique          |                         |        |        |                 | 13 septembre 2025 à Fort-de-France         |                  |      |
| Miss Mayotte             |                         |        |        |                 | 30 août 2025 à Chirongui                   |                  |      |
| Miss Midi-Pyrénées       |                         |        |        |                 | 6 septembre 2025 à Villemur-sur-Tarn       |                  |      |
| Miss Nord-Pas-de-Calais  |                         |        |        |                 | 27 septembre 2025 à Liévin                 |                  |      |
| Miss Normandie           | Victoire Dupuis         | 19 ans | 1,70 m | Rouen           | 13 juin 2025 à Caen                        |                  | ,    |
| Miss Nouvelle-Calédonie  |                         |        |        |                 | 6 septembre 2025 à Nouméa                  |                  |      |
| Miss Pays de la Loire    |                         |        |        |                 | 10 octobre 2025 à Château-Gontier          |                  |      |
| Miss Picardie            |                         |        |        |                 | 28 septembre 2025 à Beauvais               |                  |      |
| Miss Poitou-Charentes    |                         |        |        |                 | 3 octobre 2025 au Futuroscope              |                  |      |
| Miss Provence            | Julie Zitouni           | 26 ans | 1,72 m | Marseille       | 25 juillet 2025 à Saint-Raphaël            |                  | ,    |
| Miss Réunion             |                         |        |        |                 | 23 août 2025 à Saint-Denis                 |                  |      |
| Miss Rhône-Alpes         |                         |        |        |                 | 19 septembre 2025 à Villefranche-sur-Saône |                  |      |
| Miss Roussillon          | Déborah Adelin-Chabal   | 18 ans | 1,75 m | Cabestany       | 2 août 2025 au Barcarès                    |                  | ,    |
| Miss Tahiti              | Hinaupoko Deveze        | 23 ans | 1,82 m | Māhina          | 28 juin 2025 à Pirae                       |                  | ,    |

## Observations